# Клементе Мастелла
Клементе Маріо Мастелла (італ. Mario Clemente Mastella; нар. 5 лютого 1947, Чеппалоні) — італійський політик.

## Життєпис
Він вивчав філософію та журналістику.
Політичну діяльність розпочав у лавах християнських демократів. З 1976 по 2006 він входив до Палати депутатів.
У 1994 році він став одним із засновників Християнсько-демократичного центру, що утворився після розпаду Християнсько-демократичної партії (у результаті корупційних скандалів). З 10 травня 1994 по 17 січня 1995 був міністром праці та соціального захисту у першому уряді Сільвіо Берлусконі.
У 1998 році він залишив центристів, вирішивши підтримати лівий уряд Массімо Д'Алеми. У 1999 році він також отримав мандат члена Європейського парламенту.
На виборах 2006 року від лівоцентристської коаліції обраний сенатором. Міністр юстиції у другому уряді Романо Проді з 17 травня 2006 по 17 січня 2008. У 2009 був обраний депутатом Європарламенту від Народу свободи.